# Hannah John-Kamen
Hannah Dominique E. John-Kamen  (Anlaby, Yorkshire; 7 de setembre de 1989) és una actriu britànica. És coneguda pels seus papers com Yalena "Dutch" Yardeen a la sèrie de televisió de Syfy Killjoys (2015–2019), F'Nale Zandor a la pel·lícula Ready Player One (2018) de Steven Spielberg, Ava Starr / Ghost a la pel·lícula de superherois Ant-Man and the Wasp (2018), el personatge principal de la minisèrie de misteri de Netflix The Stranger (2020), i Jill Valentine a la pel·lícula Resident Evil: Welcome to Raccoon City (2021).

## Primers anys
Hannah Dominique E. John-Kamen va néixer a Anlaby, Yorkshire, Anglaterra, el 7 de setembre de 1989, filla d'una mare model noruega i d'un pare psicòleg forense nigerià. Té un germà gran i una germana gran. Va assistir a l'escola primària a Kirk Ella, va rebre l'educació secundària a la Hull Collegiate School i es va formar al National Youth Theatre de Londres. El 2012 es va graduar a la Central School of Speech and Drama de Londres.

## Carrera
John-Kamen va començar la seua carrera el 2011, proporcionant treballs de veu per al videojoc Dark Souls. Va aparéixer en episodis de sèries de televisió Misfits (2011), Black Mirror (2016), Whitechapel (2012), The Syndicate (2012), The Midnight Beast (2012) i The Hour (2012).
De l'11 de desembre de 2012 al 29 de juny de 2013, va ocupar el paper principal de Viva al musical del West End de les Spice Girls, Viva Forever! El musical es va estrenar al Piccadilly Theatre amb crítiques en gran part negatives. El Daily Mirror, però, va elogiar l'actuació de John-Kamen i va qualificar de "una vergonya" que ella i la resta del repartiment foren "defraudats per una trama clixé i un diàleg de plom".
El 2015, John-Kamen va tenir un paper protagonista a la sèrie de SyFy Killjoys. El 2016, va tenir un paper de convidada a la sèrie de HBO Game of Thrones. Aquell any, va aparéixer a l'episodi "Playtest" de Black Mirror i un episodi de The Tunnel. Abordant el paper de John-Kamen a Ready Player One (2018) de Steven Spielberg, Kristen Tauer va escriure: "Si bé bona part de Ready Player One té lloc en un món de realitat virtual, el personatge d'Hannah John-Kamen és únic perquè està arrelada a la realitat de tot el món." Aquell mateix any, John-Kamen va interpretar Ava Starr / Ghost a la pel·lícula de superherois Ant-Man and the Wasp. El 2021, John-Kamen va protagonitzar la pel·lícula de thriller d'acció SAS: Red Notice i va interpretar a Jill Valentine a la pel·lícula Resident Evil: Welcome to Raccoon City.